# Abby Donnelly
Abigail "Abby" Donnelly (Los Ángeles, California; 23 de julio de 2002) es una actriz estadounidense. Es conocida por interpretar a Darbie O'Brien en Una pizca de magia y Lizzy en Malibu Rescue.

## Vida y carrera
Donnelly nació en Los Ángeles, California, debutó en la televisión con la serie JoJo Juice, TinaQ's Celebrity Interviews y KawaiiHappii interpretándose ella misma. Donnelly obtuvo el papel de Peggy Cartwright en American Horror Story y participó en varias series conocidas como Suburgatory, Anger Management, Adam Devine's House Party y Criminal Minds.
En 2019, Abby participó en la película y serie de Netflix: Malibu Rescue y un año después se lanzó una secuela.

## Filmografía
- 2016 Una pizca de magia como Darbie O'Brien
- 2019 Malibu Rescue como Lizzy McGrath
- 2020 Malibu Rescue: The Next Ware como Lizzy McGrath
- 2020 Confiding in Brother

## Series de televisión
- 2012 American Horror Story como Peggy Cartwright
- 2013 Suburgatory como Jenni
- 2013 Anger Management como Stacy
- 2013 Adam Devine's House Party como Lady Trooper #1
- 2016 Jojo Juice como ella misma
- 2016 TinaQ's Celebrity Interviews como ella misma
- 2016 KawaiiHappii como ella misma
- 2016-2019 Una pizca de magia como Darbie O'Brien
- 2017 Criminal Minds como Helen McGill
- 2019 Malibu Rescue como Lizzy McGrath
- 2019 Stumptown como Jennifer Harris
- 2020 Just Add Magic: Mystery City como Darbie O'Brien